# Малопургинский район
Малопургинский район (удм. Пичи Пурга ёрос) — административно-территориальная единица и упразднённое муниципальное образование (муниципальный район) в Удмуртской Республике Российской Федерации.
Административный центр — село Малая Пурга.
Законом Удмуртской Республики от 10.06.2021 № 67-РЗ к 25 июня 2021 года муниципальный район и входящие в его состав сельские поселения преобразованы в муниципальный округ (слово район в официальном названии сохраняется).

## География
Район расположен в южной части республики и граничит с Можгинским районом на западе, Увинским на северо-западе, Завьяловским на севере, Сарапульским, на востоке, Киясовским на юго-востоке и республикой Татарстан на юго-западе. Западная часть района расположена на Можгинской возвышенности, а восточная — на Сарапульской. С севера на юг район пересекает река Иж, также протекают реки: Кечевка, Агрызка, Лудзинка, Постолка, Бобинка и Большая Сарапулка.
Лесистость района 33,2 %, при средней по Удмуртии — 46,8 %.

## История
Предыстория
В 1921 году Большенорьинская, Бурановская, Люкская и Малопургинская волости, ранее входившие в Сарапульский уезд Вятской губернии, были переданы в состав Ижевского уезда Вотской АО. В 1924 году произошло укрупнение волостей, в связи с чем селения Большенорьинской, Люкской и Малопургинской волостей были объединены в Советскую волость, центром которой сначала становится деревня Лудорвай, а с 1925 года — село Большая Норья, а также Бурановская и Малопургинская волости объединены в Бурановскую волость, с центром в селе Бураново.
Образование района
В 1929 году, после очередных изменений в административно-территориальном делении, вместо уездов и волостей были образованы ёросы (районы). Малопургинский район с центром в селе Малая Пурга образован 15 июля 1929 года из сельсоветов Бурановской и Советской волостей Ижевского уезда и Больше-Кибьинской волости Можгинского уезда. В состав района вошли 12 сельсоветов: Аксакшурский, Бобья-Учинский, Большенорьинский, Гожнинский, Ильинский, Кечурский, Малопургинский, Нижнеюринский, Пуро-Можгинский, Пытцамский, Среднекечевский и Старомоньинский и 168 населённых пунктов. В 1931 году в состав района были дополнительно переданы ещё 6 сельсоветов из ликвидированного Ижевского района, но уже в 1934 году Ижевский район восстановлен и все сельсоветы возвращены в его состав. В 1935 году Большенорьинский и Среднепостольский сельсоветы переданы в состав Нылгинского района.
В годы войны
В 1941 году начинается Великая Отечественная война, 6 460 малопургинцев были призваны в Красную армию, только 2 850 из них вернулись с победой домой. За героизм Закир Султанов и Николай Чикуров получили высокое звание Героя Советского Союза. Ушедших на фронт мужчин заменили женщины, старики и подростки. Они обеспечивали армию вооружением и продовольствием, работали на лесозаготовках, строили железную дорогу «Ижевск — Балезино». В селе Малая Пурга в годы войны работали два госпиталя для выздоравливающих раненых.
После войны
27 ноября 1956 года к Малопургинскому району была присоединена часть территории упразднённого Пычасского района.
Современная история
В ночь на 3 июня 2011 года на военном арсенале близ посёлка Пугачёво Малопургинского района произошли взрывы и пожар. В результате ЧП пострадало около 100 человек; было повреждено 2889 домов в 32 населённых пунктах. Нанесённый ущерб оценён в 1 млрд рублей.

## Население
| 1959    | 1970    | 1979    | 1989    | 2002    | 2009    | 2010    | 2011    | 2012    |
| ------- | ------- | ------- | ------- | ------- | ------- | ------- | ------- | ------- |
| 32 771  | ↗35 080 | ↘31 833 | ↘30 849 | ↗31 558 | ↘31 077 | ↗33 058 | ↘33 003 | ↗33 017 |
| 2013    | 2014    | 2015    | 2016    | 2017    | 2018    | 2019    | 2020    | 2021    |
| ↘33 014 | ↗33 299 | ↘33 288 | ↗33 407 | ↗33 661 | ↘33 558 | ↘33 447 | ↘33 305 | ↘31 706 |
| 2024    |         |         |         |         |         |         |         |         |
| ↘30 993 |         |         |         |         |         |         |         |         |

### Национальный состав
По результатам переписи 2020 года, среди населения района удмурты составляли 70,2 %, русские — 25,5 %, татары — 2,7 %. Малопургинский район один из 12 сельских районов республики, где удмурты составляют большинство.

## Административное деление
В Малопургинский район как административно-территориальную единицу входят 15 сельсоветов. Сельсоветы (сельские администрации) одноимённы образованным в их границах сельским поселениям.
В муниципальный район входили 15 муниципальных образований со статусом сельских поселений.
| №  | Бывшее сельское поселение | Административный центр    | Количество населённых пунктов | Население | Площадь, км2 |
| -- | ------------------------- | ------------------------- | ----------------------------- | --------- | ------------ |
| 1  | Аксакшурское              | деревня Аксакшур          | 4                             | ↘1041     | 65,49        |
| 2  | Баграш-Бигринское         | деревня Баграш-Бигра      | 6                             | ↗1525     | 35,00        |
| 3  | Бобья-Учинское            | деревня Бобья-Уча         | 5                             | ↘1141     | 82,42        |
| 4  | Бурановское               | посёлок Яган-Докья        | 5                             | ↘2306     | 159,50       |
| 5  | Иваново-Самарское         | деревня Иваново-Самарское | 2                             | ↘822      | 40,78        |
| 6  | Ильинское                 | село Ильинское            | 5                             | ↘1655     | 54,88        |
| 7  | Кечевское                 | село Кечево               | 6                             | ↘2250     | 115,92       |
| 8  | Малопургинское            | село Малая Пурга          | 5                             | ↘8070     | 51,21        |
| 9  | Нижнеюринское             | деревня Нижние Юри        | 3                             | ↘1534     | 97,78        |
| 10 | Норьинское                | село Норья                | 5                             | ↘1412     | 93,99        |
| 11 | Постольское               | деревня Миндерево         | 6                             | ↗1833     | 131,00       |
| 12 | Пугачёвское               | посёлок Пугачёво          | 1                             | ↘2712     | 40,83        |
| 13 | Старомоньинское           | деревня Старая Монья      | 5                             | ↘2025     | 58,13        |
| 14 | Уромское                  | село Уром                 | 18                            | ↘2809     | 172,14       |
| 15 | Яганское                  | село Яган                 | 3                             | ↗1576     | 24,11        |

## Населённые пункты
В Малопургинский входят 79 населённых пунктов.
| №  | Населённый пункт  | Тип     | Население | Бывшее сельское поселение |
| -- | ----------------- | ------- | --------- | ------------------------- |
| 1  | Абдульменево      | деревня | ↗103      | Малопургинское            |
| 2  | Абдэс-Урдэс       | деревня | ↘394      | Ильинское                 |
| 3  | Аксакшур          | деревня | ↘683      | Аксакшурское              |
| 4  | Алганча-Игра      | деревня | ↘262      | Уромское                  |
| 5  | Арляново          | деревня | ↘142      | Ильинское                 |
| 6  | Баграш-Бигра      | деревня | ↘840      | Баграш-Бигринское         |
| 7  | Баднюк            | деревня | ↗13       | Уромское                  |
| 8  | Бажаново          | деревня | ↗155      | Уромское                  |
| 9  | Байситово         | деревня | ↘349      | Аксакшурское              |
| 10 | Бобья-Уча         | деревня | ↘874      | Бобья-Учинское            |
| 11 | Бугрыш            | деревня | →13       | Уромское                  |
| 12 | Бураново          | село    | ↘641      | Бурановское               |
| 13 | Быстрово          | деревня | →108      | Старомоньинское           |
| 14 | Валион            | деревня | ↘200      | Кечевское                 |
| 15 | Верхнее Кечево    | деревня | ↘350      | Кечевское                 |
| 16 | Верхняя Иж-Бобья  | деревня | ↘97       | Старомоньинское           |
| 17 | Вишур             | деревня | ↗45       | Постольское               |
| 18 | Гари              | выселок | ↘6        | Уромское                  |
| 19 | Гожня             | деревня | ↘701      | Уромское                  |
| 20 | Горд Шунды        | деревня | ↘53       | Норьинское                |
| 21 | Гужношур          | деревня | ↗180      | Бобья-Учинское            |
| 22 | Дома 1066 км      | починок | ↘6        | Уромское                  |
| 23 | Дома 1068 км      | починок | ↗25       | Уромское                  |
| 24 | Дома 1072 км      | починок | ↘16       | Уромское                  |
| 25 | Дома 1074 км      | починок | ↘1        | Уромское                  |
| 26 | Дома 1077 км      | починок | ↗40       | Уромское                  |
| 27 | Дома 1079 км      | починок | ↗21       | Баграш-Бигринское         |
| 28 | Дома 1084 км      | починок | ↘9        | Баграш-Бигринское         |
| 29 | Дома 1096 км      | починок | →16       | Яганское                  |
| 30 | Дома 8 км         | починок | ↗6        | Постольское               |
| 31 | Иваново-Самарское | деревня | ↘425      | Иваново-Самарское         |
| 32 | Ильинск           | деревня | →3        | Бурановское               |
| 33 | Ильинское         | село    | ↗836      | Ильинское                 |
| 34 | Итешево           | деревня | ↗427      | Старомоньинское           |
| 35 | Каймашур          | деревня | ↗45       | Уромское                  |
| 36 | Капустино         | деревня | ↗433      | Иваново-Самарское         |
| 37 | Карашур           | деревня | ↘192      | Уромское                  |
| 38 | Кечево            | село    | ↘608      | Кечевское                 |
| 39 | Кечур             | деревня | ↘287      | Постольское               |
| 40 | Косоево           | деревня | →105      | Уромское                  |
| 41 | Красный Яр        | деревня | ↘2        | Норьинское                |
| 42 | Кулаево           | деревня | ↘218      | Норьинское                |
| 43 | Курегово          | деревня | ↘368      | Баграш-Бигринское         |
| 44 | Курчум-Норья      | деревня | ↘268      | Малопургинское            |
| 45 | Курчумский        | починок | ↗47       | Малопургинское            |
| 46 | Кутер-Кутон       | деревня | ↗91       | Аксакшурское              |
| 47 | Куюки             | деревня | ↗20       | Аксакшурское              |
| 48 | Лебедевка         | деревня | →46       | Уромское                  |
| 49 | Малая Бодья       | деревня | ↘309      | Постольское               |
| 50 | Малая Пурга       | село    | ↘7604     | Малопургинское            |
| 51 | Малая Уча         | деревня | ↘106      | Уромское                  |
| 52 | Миндерево         | деревня | ↘750      | Постольское               |
| 53 | Нижнее Кечево     | деревня | ↗338      | Кечевское                 |
| 54 | Нижние Юри        | деревня | ↗778      | Нижнеюринское             |
| 55 | Новая Монья       | деревня | ↘418      | Нижнеюринское             |
| 56 | Норья             | село    | ↗744      | Норьинское                |
| 57 | Орлово            | деревня | ↘132      | Баграш-Бигринское         |
| 58 | Печкес            | деревня | ↘16       | Бобья-Учинское            |
| 59 | Постольский       | починок | ↘296      | Постольское               |
| 60 | Пугачёво          | село    | ↘2712     | Пугачёвское               |
| 61 | Пуро-Можга        | деревня | ↘381      | Бурановское               |
| 62 | Пытцам            | деревня | ↘67       | Уромское                  |
| 63 | Сизяшур           | деревня | ↗437      | Норьинское                |
| 64 | Сосновка          | деревня | ↘273      | Ильинское                 |
| 65 | Среднее Кечево    | деревня | ↘428      | Кечевское                 |
| 66 | Средние Юри       | деревня | ↗392      | Нижнеюринское             |
| 67 | Старая Бурожикья  | деревня | ↗58       | Старомоньинское           |
| 68 | Старая Монья      | деревня | ↗1360     | Старомоньинское           |
| 69 | Столярово         | деревня | ↗5        | Малопургинское            |
| 70 | Сундуково         | деревня | ↘342      | Кечевское                 |
| 71 | Сырьезшур         | деревня | ↘151      | Бобья-Учинское            |
| 72 | Уром              | село    | ↘1079     | Уромское                  |
| 73 | Успьян            | деревня | ↗25       | Яганское                  |
| 74 | Чекалкино         | деревня | ↗35       | Ильинское                 |
| 75 | Черношур          | деревня | ↘12       | Бобья-Учинское            |
| 76 | Чурашур           | деревня | ↘75       | Баграш-Бигринское         |
| 77 | Чутожмон          | деревня | ↘59       | Бурановское               |
| 78 | Яган              | село    | ↗1418     | Яганское                  |
| 79 | Яган-Докья        | село    | ↘1241     | Бурановское               |

## Местное самоуправление
Государственная власть в районе осуществляется на основании Устава, структуру органов местного самоуправления муниципального района составляют:
Районный Совет депутатов — представительный орган местного самоуправления, в составе 30 депутатов, избирается каждые 5 лет.
Председатели совета
- Василий Ермолаевич Москвин
- с 2024 года - Людмила Яковлевна Бикшинтеева

Администрация муниципального образования — исполнительно-распорядительный орган муниципального района.
Главы района
- 13 февраля 2018 года — 2023 — Сергей Васильевич Юрин
- с 2023 года - Александр Алексеевич Деев

## Символика района
Герб Малопургинского района разработал сельский учитель из деревни Среднее Кечёво — Капитонов Иван Иванович. Знак в левом верхнем углу является символом Луны, он показывает принадлежность района к Удмуртской республике. В центре герба находится элемент традиционного украшения женских головных уборов южных удмурток — сюлык, который рассматривался как символ божества плодородия, а также служил знаком родовой талии, знака, исторически считавшегося покровителем (оберегом) жителей Малопургинского района.
Цветографическое решение герба включает сочетание трех основных цветов: чёрного, белого, красного. Чёрный цвет является символом земли и стабильности, красный — цвет солнца и символом жизни, белый — символом космоса и чистоты нравственных устоев. Золотой цвет — духовное богатство народа.
Бюджет района
Исполнение консолидированного бюджета района за 2009 год:
- Доходы — 500,6 миллионов рублей, в том числе собственные доходы — 50,4 миллионов рублей (10,1 % доходов).
- Расходы — 522,9 миллионов рублей. Основные статьи расходов: ЖКХ — 94,3 миллионов рублей, образование — 274,1 миллионов рублей, культура — 29,5 миллионов рублей, здравоохранение — 26,9 миллионов рублей, социальная политика — 33,3 миллионов рублей.

## Социальная инфраструктура
Система образования района включает 40 школ, в том числе 16 средних, государственное специализированное коррекционное образовательное учреждение для обучающихся (воспитанников) с отклонениями в развитии (Кечевская школа-интернат) и 32 детских сада. К учреждениям дополнительного образования относятся: музыкальная школа, детско-юношеская спортивная школа и центр детского творчества. Медицинскую помощь населению оказывают 4 больницы, амбулатория и 30 фельдшерско-акушерских пунктов. Также в районе действуют 34 дома культуры и клубных учреждения, 24 библиотеки, музей, комплексный центр социального обслуживания населения, социально-реабилитационный центр для несовершеннолетних в деревне Сосновка и специальный дом для одиноких пожилых людей в деревне Бобья-Уча.

## Экономика
Основа предпринимательства — сельское хозяйство (более 20 сельхозпредприятий, 183 фермерских хозяйства), пищевое производство.
Сельское хозяйство
Площадь сельскохозяйственных угодий района составляет 72,6 тысяч га. Выращиваются зерновые, овощи, картофель.
Поголовье крупного рогатого скота в начале 2010 года составило 18020 голов (в том числе 6605 коров и 9418 свиней).
Транспорт
Район имеет развитую транспортную сеть: по территории проходят железная дорога «Казань — Екатеринбург», «Ижевск — Агрыз — Круглое Поле», федеральная автомагистраль М7 «Волга».

## Известные уроженцы
- Василий Михайлович Михайлов (1923—2015) — удмуртский поэт и публицист.